# Yekaterina I của Nga
Yekaterina I Alekseyevna (tiếng Nga: Екатери́на I Алексе́евна; 15 tháng 4 năm 1684 – 17 tháng 5 năm 1727), hay còn gọi với tên gọi Yekaterina I, là Nữ hoàng đầu tiên của Đế quốc Nga, cai trị từ năm 1725 cho đến khi qua đời vào năm 1727 ở tuổi 43. Bà là vợ kế của Pyotr Đại đế và cùng trị vì với chồng như từ năm 1724 đến năm 1725, khi Hoàng đế Pyotr băng hà.

## Thân thế
Nữ hoàng Ekaterina I có nhũ danh là Marta Elena Skavronskaya, thân thế bà cho đến nay vẫn có nhiều bí ẩn, cũng như người chồng của bà là Hoàng đế Pyotr. Được cho là sinh vào khoảng 15 tháng 4, năm 1684, cuộc đời của bà cho đến lúc gặp Sa hoàng năm 1703, khi lên 19 tuổi, chỉ là những ức đoán. Sự kiện có vẻ gần đúng nhất thì bà là con gái của một người tên Samuil Skavronsky, thuộc một gia đình nông dân Latvia theo Công giáo La Mã. Khi còn nhỏ, cha bà qua đời vì bệnh dịch hạch, và không bao lâu sau mẹ bà cũng mất. Marta được nhận vào gia đình giáo sĩ Johann Ernst Glück, không hẳn làm gia nhân nhưng cũng phụ giúp công việc trong nhà. Có vẻ bà không được xem là thành viên chính thức của gia đình, vì không được học hành gì cả. Khi rời khỏi gia đình này, bà vẫn chưa biết đọc và biết viết.
Khi thành thiếu nữ, bà có sắc đẹp thu hút. Có người cho rằng bà vợ ông giáo sĩ tỏ ra lo lắng người chồng hoặc các con trai sa ngã. Vì thế, Marta được khuyên bảo chấp nhận một binh sĩ Thụy Điển trong trung đoàn đang trú đông gần đó. Theo các lời kể lại khác nhau, bà hoặc là chỉ đính hôn hoặc là thật sự kết hôn với anh kia trong thời gian ngắn ngủi tám ngày trong mùa hè 1702. Sau đó, với đà tiến công nhanh chóng của quân Nga, trung đoàn Thụy Điển phải thình lình rút lui, và Marta không bao giờ gặp lại hôn phu hoặc người chồng nữa.

### Mối liên hệ với Nguyên soái Sheremetev
Sau khi quân Thụy Điển rút lui, huyện Dorpat rơi vào quân của Nguyên soái Boris Petrovich Sheremetev, và ông này bắt làm tù binh toàn bộ cư dân ở đây kể cả gia đình Glück. Là con người tiến bộ, Sheremetev đối xử tử tế với giáo sĩ Glück và chấp thuận lời thỉnh cầu của Glück xin làm thông dịch viên cho Sa hoàng, nhưng giữ Marta ở lại. Vài người đoán rằng bà đã có thể trở thành tình nhân của Sheremetev, là chuyện có khả năng xảy ra, nhưng không có dấu hiệu gì cho thấy mối quan hệ như thế giữa một cô gái thất học 17 tuổi và vị Nguyên soái trung niên có văn hóa.
Sau này, khi trở thành vợ của Pyotr Đại đế, bà không mang ác cảm gì với Sheremetev mà cũng không tỏ ra quý mến ông một cách đặc biệt. Tóm lại, không có chứng cớ gì ngoại trừ vài lời suy đoán, và sự thật có thể là vị Nữ hoàng tương lai chỉ là một cô hầu trong tư gia của Sheremetev chứ không là gì khác.

### Mối liên hệ với Hoàng thân Menshikov
Mối quan hệ giữa Martha và người bảo trợ mới của bà, Aleksandr Danilovich Menshikov, có phần thân thiết và phức tạp hơn. Ông đã là đại thần đang lên của Sa hoàng, và khi viếng thăm Sheremetev, ông trông thấy bà, lúc này đổi sang tên mới là Ekaterina (Catherine). Vào mùa thu 1703, ông dẫn bà về Moskva. Có thể là trong thời gian này, cô gái 18 tuổi đã lên giường với vị đại thần 32 tuổi. Dù đúng hay sai, mối quan hệ giữa hai người trở nên gắn bó suốt đời. Họ trở nên hai người có quyền lực nhất toàn nước Nga, chỉ sau Sa hoàng, và vì gốc gác không rõ ràng, cả hai đều hoàn toàn lệ thuộc vào Sa hoàng.
Thật ra, không có dấu hiệu cho thấy Ekaterina là người tình của Menshikov, nhưng có một ít chứng cớ ngược lại. Trong những năm này, Menshikov có quan hệ mật thiết với một nhóm phụ nữ mang tước hiệu Thị nữ Quý tộc có nhiệm vụ hầu cận phụ nữ hoàng gia. Năm 1694, sau cái chết của mẹ Pyotr, cô em sinh động của Pyotr, Natalia Alexeevna, dời đến ngụ tại Preobrazhenskoe, dẫn theo một nhóm nhỏ Thị nữ Quý tộc, trong số đó có hai chị em Darya Arseneeva và Barbara Arseneeva. Vì là bạn thân của Pyotr, Menshikov được phép gặp gỡ các Thị nữ Quý tộc này, và chẳng bao lâu ông và Darya Arseneeva nảy sinh tình cảm, thường trao đổi thư từ và quà biếu. Năm 1703, hai chị em Arseneeva đến ngụ trong tư dinh của Menshikov do hai người chị của ông quản lý thay ông. Chính ở tư dinh này mà Menshikov cũng dẫn Ekaterina về. Hầu như không có khả năng ông dây dưa với cô hầu gốc Latvia trong khi đang cố chinh phục tình cảm của Darya, một thiếu nữ ở tầng lớp cao hơn mà ông rất yêu mến. Darya sau này trở thành vợ của ông.

## Người tình của Pyotr Đại đế

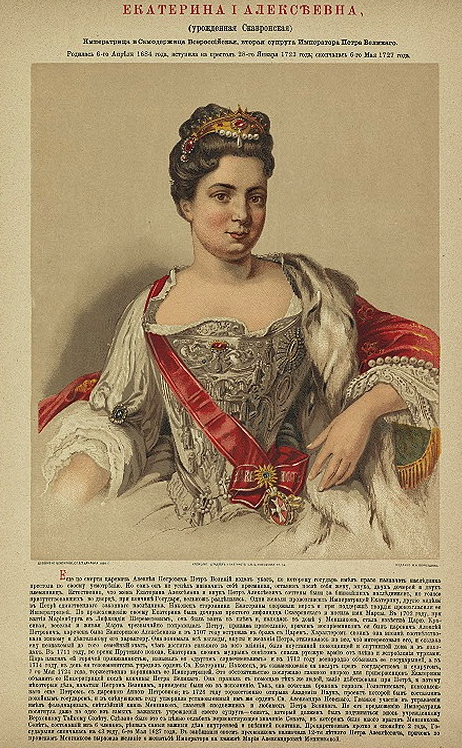
Ekaterina I của Nga

Khi Pyotr Đại đế gặp Ekaterina vào mùa thu 1703, bà là thành viên trong gia đình Menshikov với địa vị có thể không rõ nhưng hẳn là rõ ràng đối với Pyotr. Cô gái lên 19 phải có tư thế đủ quan trọng mới được phép đến gần và tiếp chuyện với vị Sa hoàng 31 tuổi. Pyotr Đại đế cảm thấy mến bà. Mối liên hệ giữa ông và Anna Mons đang tan rã. Trước mặt ông là một cô gái rắn chắc, mạnh khỏe, hấp dẫn trong tuổi thiếu nữ đang độ xuân sắc. Với đôi mắt đen như nhung, mái tóc đen dày và thân thể nữ tính nảy nở, bà đã khiến cho một nguyên soái và một hoàng thân tương lai phải chú ý, thì việc Sa hoàng cũng chú ý đến bà là điều tự nhiên.
Dù cho quá khứ là như thế nào, từ lúc đó Ekaterina trở thành người tình của Pyotr Đại đế. Mùa đông 1704, Ekaterina sinh hạ một trai, đặt tên là Pyotr (theo tên cha). Tháng 10 năm 1705, thêm một trai là Paul, và tháng 12 năm 1706 họ có một gái là Ekaterina (theo tên mẹ).

## Bạn đời của Pyotr Đại đế
Tháng 11 năm 1707, Pyotr Đại đế kết hôn với Ekaterina. Hôn lễ được cử hành trong nghi thức riêng tư ở Sankt-Peterburg mà không có gì phô trương. Trong một thời gian, ngay cả khi Ekaterina đã sinh cho ông ba, rồi bốn, rồi năm đứa con, ông vẫn giữ bí mật về hôn lễ này đối với thần dân của ông, ngay cả đối với các bộ trưởng của ông và vài thành viên trong gia tộc ông.
Ekaterina cảm thấy mãn nguyện với vị thế mới và không đòi hỏi gì hơn, nhưng khi bà tiếp tục đẻ thêm con cho ông, ông vẫn lo lắng cho bà. Tháng 3 năm 1711, trước khi lên đường đi đánh Thổ Nhĩ Kỳ, Sa hoàng triệu tập em gái Natalya, chị dâu Praskovaya và hai con gái của Praskovaya. Giới thiệu họ với Ekaterina, ông cho họ biết Ekaterina là vợ của ông và phải được xem là Hoàng hậu nước Nga. Ông nói ông định kết hôn với Ekaterina một cách công khai càng sớm càng tốt, nhưng nếu ông có chết trước, họ phải chấp nhận Ekaterina là quả phụ chính thức của ông.
Tháng 2 năm 1712, Pyotr Đại đế giữ lời hứa và kết hôn với Ekaterina lần nữa – lần này với hồi trống và hiệu kèn, có sự tham dự của ngoại giao đoàn, với yến tiệc huy hoàng và chương trình bắn pháo bông để ăn mừng. Trước khi cử hành hôn lễ, Ekaterina đã nhận lễ rửa tội công khai để gia nhập Giáo hội Nga, với Thái tử Alexei nhận làm người đỡ đầu. Từ đó về sau, vị Hoàng hậu chính thức được gọi là Ekaterina Alexeevna.
Người vợ mới của Pyotr Đại đế có những tố chất hay đẹp mà ông không bao giờ tìm thấy ở những phụ nữ khác. Bà có tính nồng nàn, vui vẻ, đầy tình cảm, rộng lượng, dễ thích nghi, dễ cảm thấy thoải mái, có sức khỏe tốt và nguồn sinh lực dồi dào. Trong số những người quanh Pyotr Đại đế, bà và Menshikov có thể theo gần kịp Pyotr về sức làm việc và động lực. Ekaterina có trực giác tự nhiên để nhìn ra ngay sự tâng bốc hoặc dối trá. Lời lẽ của bà, giống như Pyotr, đều giản dị, trực tiếp đi vào vấn đề và thành thực. Trong riêng tư, bà có thể thả mình vào vui đùa và đối xử với Pyotr Đại đế như là cậu thanh niên trưởng thành; nơi công cộng bà biết tế nhị mà lui vào hậu trường. Bà có đủ trí thông minh và cảm thông để thấu hiểu những gánh nặng cũng như những tâm tính của Pyotr Đại đế. Bà luôn hòa nhã, không thấy bị xúc phạm dù cho ông có u sầu hoặc dữ dằn đến đâu.
Bà làm tốt hơn những người khác khi đối phó với cơn co giật của Pyotr Đại đế. Khi những triệu chứng đầu tiên xuất hiện, người chung quanh sẽ chạy đi cấp báo với Ekaterina, và bà sẽ đi đến lập tức, giữ chặt cho ông nằm xuống, đặt đầu ông kê lên lòng mình, nhẹ nhàng vuốt tóc và hai bên trán ông cho đến khi cơn co giật dịu xuống và ông chìm vào giấc ngủ. Trong khi ông ngủ, bà ngồi yên lặng hàng giờ, ôm lấy đầu ông, nhẹ nhàng vuốt ve khi ông trở mình. Pyotr Đại đế luôn trở lại tỉnh táo khi thức dậy. Nhưng ông cần có bà ở nhiều mặt khác hơn là việc chăm sóc. Tố chất trí tuệ và tình cảm của bà giúp cho bà có thể không những xoa dịu ông, chơi đùa với ông, thương yêu ông, mà còn tham dự vào cuộc đời thầm kín của ông, trao đổi với ông về những vấn đề nghiêm túc, bàn bạc về những quan điểm và dự tính của ông, khích lệ những hy vọng và ước nguyện của ông. Không những ông được thoải mái nhờ có bà hiện diện kế bên, mà còn được vui và cảm thấy quân bình khi bà chuyện trò với ông.

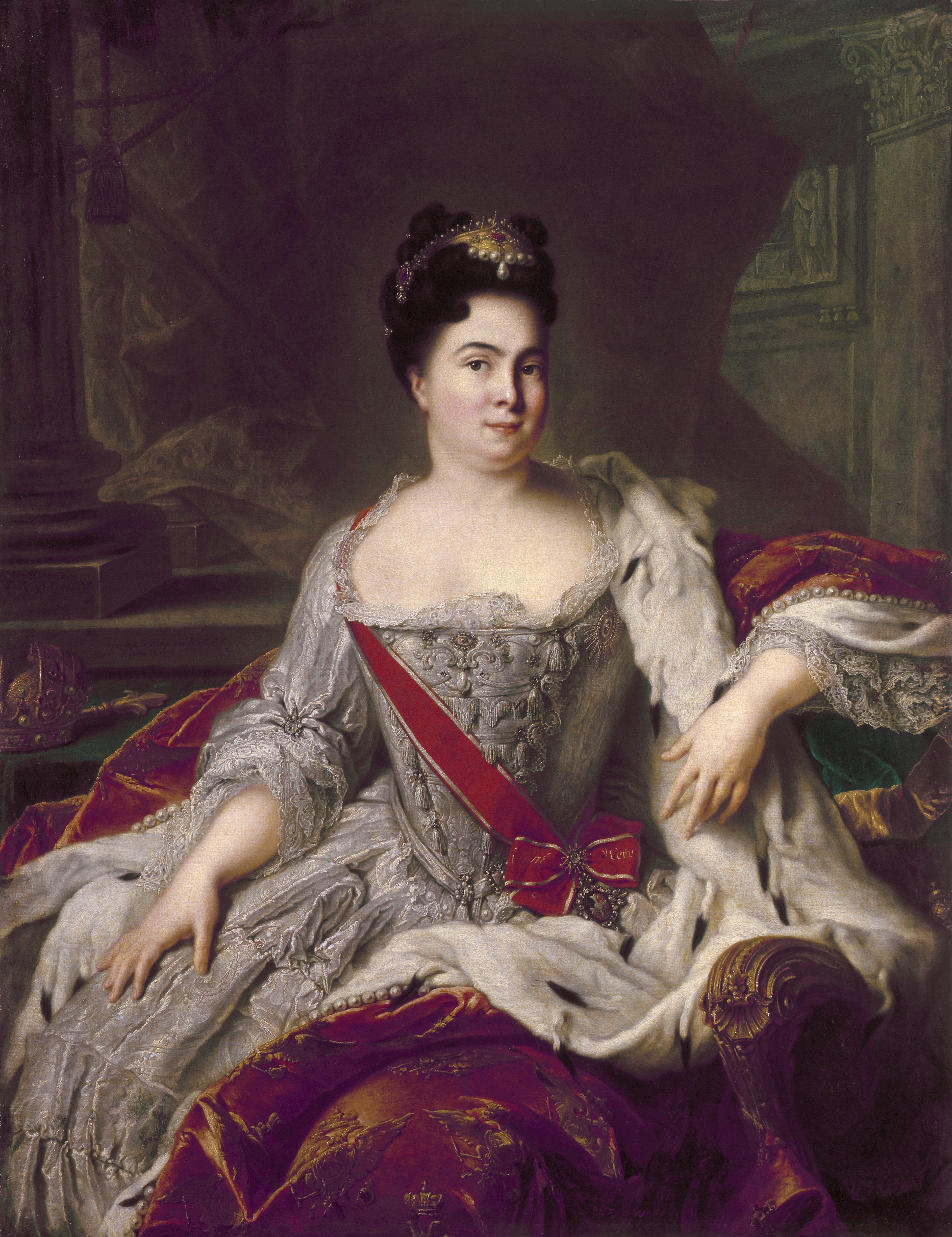
Ekaterina I qua nét vẽ của Jean-Marc Nattier, khoảng năm 1717.

Pyotr Đại đế không bao giờ chú tâm nhiều đến phụ nữ để tìm nhục dục. Ông không có thời giờ trửng giỡn với phụ nữ theo cách sống trong hậu cung. Sau khi kết hôn với Ekaterina, đôi lúc ông có nhân tình, nhưng họ không mấy đi vào tâm tư ông và không là gì đối với ông. Trong đời ông, Pyotr Đại đế chỉ quan tâm sâu sắc đến bốn phụ nữ: mẹ, em gái, Anna Mons và Ekaterina. Trong bốn người này, mẹ ông ở vị trí cao nhất, và Ekaterina được kể đến một phần do bà trở thành người mẹ thứ hai của ông. Tình yêu toàn vẹn, không thắc mắc mà bà dành cho ông tương tự như tình mẹ, luôn luôn kiên định khi cậu bé có hành vi bê bối. Vì lý do này, ông hoàn toàn tin nơi bà. Cũng giống như mẹ ông, bà có thể đến bên ông ngay cả trong thời khắc điên cuồng khó kiểm soát để làm cho ông dịu xuống. Trong vòng tay của bà, ông có thể trải qua những đêm yên bình. Dần dà, càng ngày Ekaterina càng chiếm ngự thêm trong cuộc đời và con tim của Pyotr Đại đế. Có thể đôi lúc ông không trung thành khi có phụ nữ trẻ đẹp bên mình, nhưng Ekaterina chỉ điềm tĩnh mỉm cười vì an tâm mà biết rõ ông không thể thiếu bà.
Tình bằng hữu và tình yêu – cũng như sức khỏe và sự chịu đựng của Ekaterina – được thể hiện qua 12 đứa con: 6 trai và 6 gái. Mười đứa chết non. Sử gia khổ sở khi đọc qua các tên và ngày, vì Pyotr và Ekaterina đặt cùng một tên vài lần, hy vọng rằng đứa nhỏ mới tên Pyotr hoặc Paul hoặc Natalia sẽ may mắn hơn đứa trước cùng tên. Hai người con lớn đến tuổi trưởng thành là Anna Petrovna, sinh năm 1708, sẽ trở thành Nữ Quận công xứ Holstein-Gottorp và mẹ của Sa hoàng Pyotr III; người kia là Yelizaveta, sinh năm 1709, Nữ hoàng Nga trong giai đoạn 1740-1762. Mặc dù con trẻ yểu mệnh là chuyện thường xảy ra vào thời này, vẫn không làm nhẹ thương đau của một người mẹ cứ phải chịu mang nặng rồi đẻ đau, ban đầu hy vọng rồi cuối cùng tang tóc.
Theo mọi phương diện, Ekaterina hiện thân cho sự tương phản với đời sống trong biệt cung. Nhờ có sức khỏe của một thôn nữ rắn chắc và ý thiết tha muốn kề cận người chồng, bà thường xuyên di chuyển cùng Pyotr Đại đế khắp nước Nga, đến Ba Lan, Đức, Đan Mạch và Hà Lan. Bà tháp tùng Pyotr trong hai chiến dịch chống Thổ và Ba Tư, chịu đựng gian khổ mà không than phiền. Cưỡi ngựa suốt hai, ba ngày, ngủ trong lều hoặc trên nền đất gần tiếng ầm ì của đại bác, ngay cả khi thấy một người hầu cận trúng đạn – tất cả đều không làm bà sờn lòng.
Bà không phải là người kiểu cách hoặc tinh tế, nhưng là người đồng hành mà Pyotr Đại đế muốn giữ bên mình ngay cả khi chè chén trong đám bạn bè của ông. Ekaterina thường thân ái chiều theo ông, nhưng cũng có thể tạo ảnh hưởng để ông kềm chế mà không làm ông nổi giận. Trong một buổi chè chén như thế, Ekaterina đến gõ cửa nơi Pyotr Đại đế và đám bạn khóa kín bên trong và nói: "Đã đến lúc về nhà". Cánh cửa mở và vị Sa hoàng ngoan ngoãn theo bà ra về.
Nhưng Ekaterina không phải là kiểu cách hoặc nhiễm nam tính đến nỗi bỏ qua thú vui của phụ nữ. Bà học khiêu vũ và có thể thực hiện những bước phức tạp uyển chuyển, và sau đó cũng tập cho con gái Yelizaveta khiêu vũ. Ekaterina cũng thích trang phục và nữ trang đẹp. Bà có thể là người vợ của một chiến binh và ngủ trong lều, nhưng sau khi chiến dịch kết thúc, bà lại thích mang nữ trang, vận áo choàng lộng lẫy và sống trong cung điện.
Tình cảm giữa Pyotr Đại đế và Ekaterina ngày càng sâu đậm, và điều này được thể hiện sinh động nhất qua thư từ hai người trao đổi nhau. Lời thư của mỗi bên đều tốt lành, quan tâm và dịu dàng, pha chút giễu cợt về chuyện riêng tư giữa hai người. Qua các bức thư này, người ta có thể tin chắc rằng một người đàn ông – với thời tuổi trẻ bị nhuốm bạo lực, với cuộc sống ngoài công cộng đầy đấu tranh, và với cả gia tộc nhìn thấy thảm kịch khủng khiếp ập lên Hoàng hậu vợ của Alexei – ít nhất đã có những khoảnh khắc hạnh phúc. Qua Ekaterina, Pyotr Đại đế đã tìm thấy một hòn đảo giữa những cơn giông tố.
Chính Ekaterina là người có thể đối phó với những cơn giận dữ bất chợt của Pyotr Đại đế. Bà không sợ hãi ông, và ông biết điều đó. Một lần, khi bà cố đề cập đến một vấn đề vốn đã khiến cho ông phát cáu, ông nổi cơn thịnh nộ và đập vỡ một tấm kính đẹp, la lối: 
"Thế là ta có thể phá hủy món đẹp nhất trong cung điện của ta!"
Ekaterina hiểu ý nghĩa của câu đe dọa, nhưng nhìn thẳng vào mặt ông và điềm tĩnh đáp:
"Làm như thế ông đã giúp cho cung điện đẹp đẽ hơn hay sao?"
Bà tỏ ra khôn ngoan không bao giờ chống đối ông trực diện, nhưng tìm cách cho ông nhìn ra sự việc theo khía cạnh khác.
Một dịp khác, bà lợi dụng con chó có tên Lisette mà ông yêu mến để làm dịu cơn giận của ông. Mỗi khi ông về nhà, con chó nhỏ này luôn đi theo ông, và khi ông ngủ trưa luôn nằm bên chân ông. Vào thời gian đó, Pyotr đang giận dữ với một người trong triều đình mà ông kết án tham nhũng và dọa sẽ xử tội bằng hình phạt đánh roi. Mọi người trong triều đình, kể cả Ekaterina, tin rằng người này vô tội, nhưng mọi lời can gián chỉ khiến cho ông nổi giận thêm. Cuối cùng, để được sự an bình cho mình, Pyotr ra lệnh cấm mọi người nói gì về việc này. Ekaterina không chịu thua. Bà soạn một bản trần tình ngắn dưới tên Lisette, trình bày chứng cớ mạnh mẽ cho thấy người kia là vô tội, và nhân danh sự trung thành tuyệt đối của Lisette dành cho ông, van xin ông tha thứ. Rồi bà cột bản trần tình vào vòng đeo cổ của con chó. Khi Pyotr đi họp ở Thượng viện trở về, con chó trung thành Lisette nhảy nhót chung quanh ông như thường lệ. Pyotr đọc bản trần tình, mỉm cười một cách mệt mỏi rồi nói: 
"Được rồi, Lisette, vì đây là lần thứ nhất mi van nài, ta chấp nhận lời cầu xin của mi".
Vào tháng 4 năm 1719, định mệnh giáng xuống Pyotr Đại đế và Ekaterina một đòn đau khổ. Cái chết của Thái tử Alexei đã tạo vấn đề trong việc truyền ngôi. Pyotr chỉ còn hai hoàng tử trong thứ tự lên ngôi: Pyotr Petrovich, con trai với Ekaterina; và Pyotr Alexeevich, đứa cháu nội, con của Alexei. Người chú Pyotr Petrovich luôn được sự chăm sóc tận lực của cha mẹ, nhưng không hề được khỏe mạnh như đứa cháu với tuổi nhỏ hơn 4 tuần.
Vào tháng 2 năm 1718, khi Alexei bị truất quyền kế vị, Pyotr Petrovich mới lên 2 tuổi. Giới quý tộc và tăng lữ Nga cất lời thề trung thành với đứa con này của Pyotr và Ekaterina. Mười bốn tháng sau, cậu Thái tử theo Alexei về bên kia thế giới lúc mới lên 3 tuổi rưỡi.
Cái chết của đứa con cưng, mà Pyotr Đại đế đã đặt mọi kỳ vọng cho tương lai của nhà Romanov, làm cho ông cực kỳ đau khổ. Ông đập đầu mạnh vào tường cho đến nỗi lên cơn động kinh; rồi trong ba ngày ông giam mình trong một căn phòng kín mà không chịu dùng bữa, không đi ra ngoài và không nói với ai qua khung cửa. Công việc của chính phủ bị ngưng trệ, cuộc chiến với Thụy Điển bị bỏ quên, công văn và thư từ không được phúc đáp. Ekaterina cố dằn cơn đau khổ, lo lắng cho tình trạng của Pyotr Đại đế, vừa than khóc vừa xin Hoàng thân Jacob Dolgoruky giúp đỡ. Vị Thượng Nghị sĩ thứ Nhất cố an ủi Hoàng hậu đang sợ hãi, rồi triệu tập toàn thể Thượng viện đến trước của phòng của Pyotr. Ông gõ cửa, nhưng không có tiếng trả lời. Ông gõ cửa lần nữa, cất tiếng nói với Sa hoàng rằng ông đến đây với cả Thượng viện, rằng đất nước cần đến Sa hoàng, và nếu Sa hoàng không mở cửa, ông chỉ còn cách duy nhất để cứu nguy cho ngai vàng là bắt buộc phải phá cửa vào để mang quân vương ra ngoài.
Cánh cửa mở, Pyotr Đại đế nhợt nhạt và hốc hác đứng trước mặt mọi người. Ông hỏi: 
"Có chuyện gì thế? Tại sao các người đến quấy rầy trong lúc ta đang nghỉ ngơi?"
Dolgoruky trả lời:
"Bởi vì khi Ngài rút lui và buồn khổ quá mức, cả đất nước lâm vào tình trạng bất ổn".
Pyotr Đại đế cúi đầu, trả lời: "Ông nói đúng". Rồi Sa hoàng đi với họ đến thăm Ekaterina. Ông dịu dàng ôm lấy bà và nói: "Chúng ta đã tự làm khổ mình quá lâu. Ta không nên than phiền chống lại ý muốn của Thượng đế nữa".
Một lần, khi Pyotr Đại đế đi chiến dịch phải vắng nhà một thời gian, Ekaterina chuẩn bị cho ông sự ngạc nhiên. Biết rằng ông thích xây cất dinh thự mới, bà ra lệnh bí mật xây một cung điện đồng quê, cách Sankt-Peterburg hơn 20 kílômét về hướng tây-nam. Ngôi cung điện được xây bằng đá, gồm 2 tầng, chung quanh là hoa viên và cây ăn trái, tọa lạc trên một ngọn đồi nhìn xuống khoảng bình nguyên mênh mông trải dài đến sông Neva và thành phố Sankt-Peterburg. Khi Pyotr Đại đế trở về, Ekaterina thông báo cho ông biết rằng mình vừa tìm được một vị trí nên thơ trống trải "nơi mà Hoàng thượng sẽ không lấy làm phiền hà xây một ngôi nhà thôn dã nếu muốn, nhưng xin Ngài chịu khó đi xem". Pyotr lập tức hứa sẽ đi và xây bất kỳ ngôi nhà nào theo ý bà thích "nếu vị trí đúng như miêu tả của nàng". Sáng ngày kế, một đoàn đông đảo lên đường, theo sau là xe goòng chở cái lều nói là để căng ra che nắng cho bữa ăn trưa. Khi đến chân một ngọn đồi, con đường đi lên dốc, và khi đến cuối con đường hai bên trồng cây che bóng mát, thình lình Pyotr trông thấy ngôi nhà. Ông vẫn còn kinh ngạc khi đến trước thềm cửa ngôi nhà và Ekaterina nói với ông: "Đây là ngôi nhà thôn dã mà thiếp đã xây cho hoàng đế của thiếp". Pyotr Đại đế vui sướng cùng cực và dịu dàng ôm lấy bà vợ, nói: "Ta biết nàng muốn cho ta thấy rằng có những cảnh quan đẹp đẽ chung quanh Sankt-Peterburg dù không phải ở trên mặt nước". Ekaterina dẫn ông đi xem qua các nơi trong ngôi nhà, rồi đi đến phòng ăn rộng, nơi đã đặt sẵn một bàn tiệc thịnh soạn. Ông chúc mừng bà vợ về chất lượng kiến trúc, và Ekaterina chúc mừng chủ nhân của ngôi nhà mới. Một việc khiến cho Pyotr Đại đế thêm ngạc nhiên và thích thú là, khi họ vừa chạm cốc, 11 khẩu đại bác ẩn giấu trong khu hoa viên bắn ra một loạt đạn chào mừng. Khi màn đêm buông xuống, Pyotr nói ông không thể nhớ ra có ngày nào ông cảm thấy hạnh phúc như ngày này.
Pyotr Đại đế càng tôn trọng và yêu quý người vợ hơn khi Ekaterina tháp tùng ông trong hai chiến dịch quân sự ở Prut và Ba Tư. Bà đã mang danh hiệu hoàng hậu với tư cách là vợ của hoàng đế, nhưng bây giờ, khi ông đối diện với tương lai không có con trai, ông muốn đi xa hơn. Bước đầu, trước khi ông và Ekaterina lên đường đi chiến dịch Ba Tư, là ban hành chỉ dụ về quyền kế vị. Chỉ dụ này bãi bỏ truyền thống kế vị của con trai Sa hoàng. Kể từ nay, mỗi quân vương tại vị có toàn quyền chỉ định người kế vị. Chỉ dụ cũng đòi hỏi quan chức và thần dân tuyên thệ chấp nhận người do Hoàng đế chỉ định.

## Nhận tước vị Nữ hoàng nước Nga

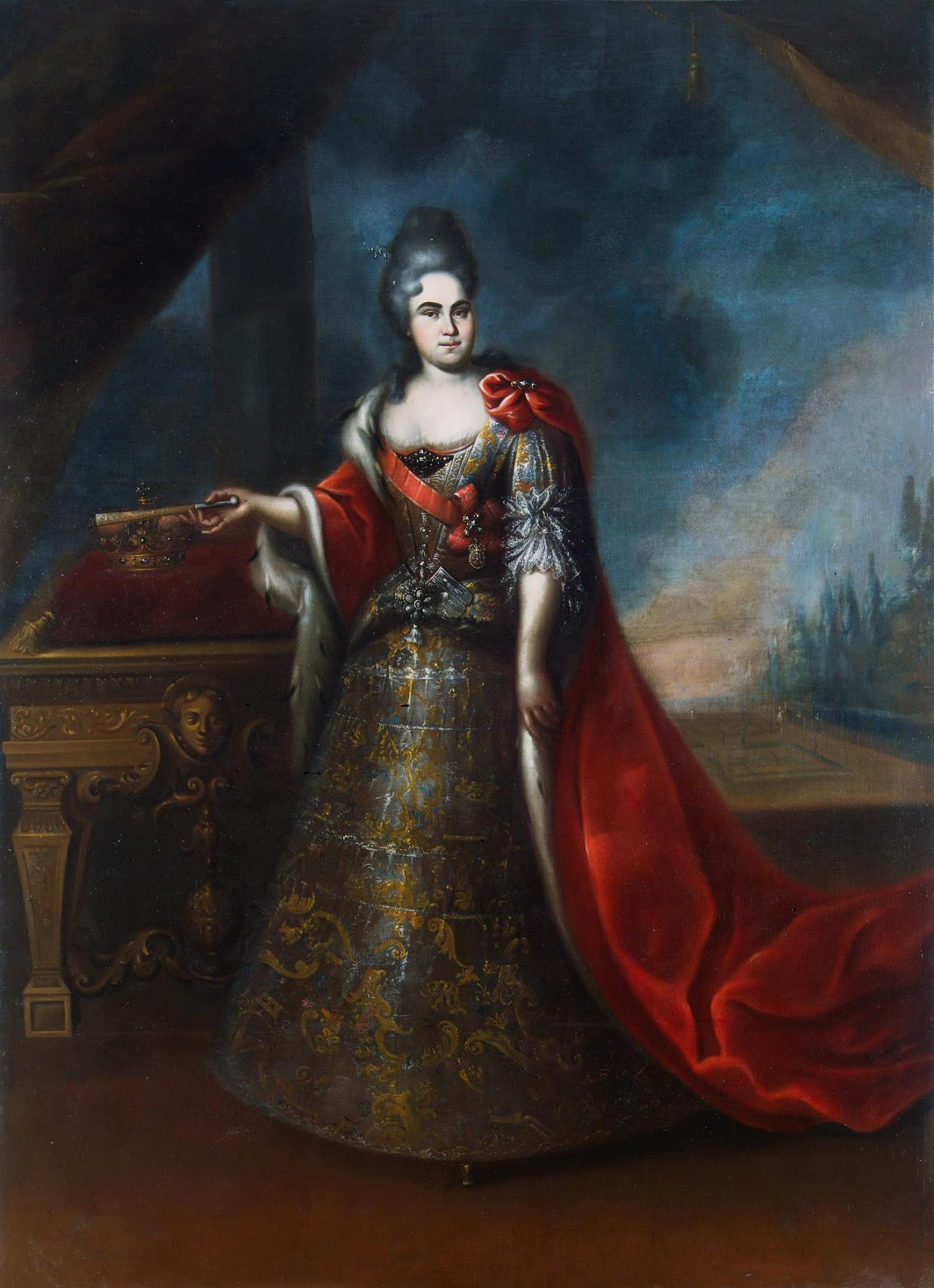
Ekaterina I khoảng năm 1724.

Dù có tính cách mạng, chỉ dụ tháng 2 năm 1722 chỉ là bước đầu dẫn đến động thái gây chấn động: ngày 15 tháng 11 năm 1723 Pyotr Đại đế tuyên cáo rằng ông chính thức ban tước vị Nữ hoàng cho Ekaterina. Pyotr Đại đế đã có một quyết định nguy hiểm. Ekaterina lúc trước là một người hầu gốc Latvia bị Nga bắt. Liệu bà có thể mang vương miện mà ngự trên ngai vàng nước Nga? Dù bà không được chỉ định rõ ràng như thế, trước lễ đăng quang của bà Pyotr Đại đế đã nói với vài thượng nghị sĩ và lãnh đạo tôn giáo rằng Ekaterina được đăng quang để có quyền cai trị đất nước. Ông chờ xem có ai phản đối; ông không nghe ai nói gì.
Lễ đăng quang cho Ekaterina được tổ chức theo nghi thức lộng lẫy nhất vào ngày 7 tháng 1 năm 1724. Thượng viện, Công đồng giáo hội, tất cả quan chức và các nhà quý tộc các cấp đều nhận lệnh phải tham dự. Đám rước bên ngoài Kremlin gồm có 10.000 quân Cảnh vệ Hoàng gia và kỵ binh. Khi mọi quả chuông nhà thờ ở Moskva đồng loạt ngân vang và mọi khẩu pháo trong thành phố bắn chào mừng, Pyotr Đại đế và Ekaterina xuất hiện ở bậc trên cùng của Cầu thang Đỏ, theo sau là tất cả đại thần, thượng nghị sĩ, tướng lĩnh. Hai vợ chồng đứng ở đúng vào nơi mà, 42 năm trước, cậu bé Pyotr lên 10 và mẹ cậu đã đứng nhìn xuống đám Cấm vệ phản loạn. Rồi họ bước xuống các bậc của Cầu thang Đỏ, đi qua Công trường Đỏ và bước vào Thánh đường Thăng thiên. Hai chiếc ngai cẩn đá quý đã được đặt sẵn cho hai người.
Khi bước qua cửa chính của Thánh đường, Stephen Yavorsky, Giám hộ Tạm thời của Chính thống giáo và Tổng Giám mục Feofan Prokopovich cùng các nhà lãnh đạo tinh thần, trong trang phục giáo sĩ, đón tiếp hai người rồi đưa họ vào bên trong. Trong buổi lễ, Pyotr Đại đế đứng dậy và Yavorsky trình cho ông chiếc vương miện. Pyotr nhận lấy, quay sang cử tọa, cất cao lời tuyên bố đăng quang. Tự tay Pyotr đặt chiếc vương miện lên đầu Ekaterina. Pyotr trao cho Ekaterina quả cầu cắm thánh giá, nhưng – trong một động thái có ý nghĩa đặc biệt – tay ông vẫn cầm lấy vương trượng biểu trưng cho quyền lực tuyệt đối. Khi Pyotr đặt chiếc vương miện lên đầu Ekaterina, bà chảy nước mắt vì xúc động, quỳ trước mặt ông và định hôn bàn tay ông. Nhưng ông bước tránh ra, và khi bà định ôm lấy chân ông, ông nâng bà đứng lên.
Sau buổi lễ, Pyotr trở về cung điện nhưng Ekaterina đội vương miện một mình dẫn đầu đám rước đi từ Thánh đường Thăng thiên đến Thánh đường Archangel Michael để cầu nguyện kế nơi an nghỉ của các sa hoàng nước Nga, như theo truyền thống. Các tiệc chiêu đãi và ăn mừng tiếp diễn ở Moskva trong nhiều ngày.
Không có quy định rõ ràng về quyền hạn của Ekaterina và ý định của Pyotr Đại đế. Pyotr cho phép bà phong bá tước cho Pyotr Andreyevich Tolstoy, và tước vị này được truyền cho đến nhà văn nổi tiếng Leo Tolstoy. Nhưng quyền hạn của Ekaterina trong những vụ việc khác tương tự bị giới hạn. Không ai biết chắc Pyotr có ý định như thế nào. Có lẽ ông vẫn chưa quyết định rõ ràng ngay cả khi đang hấp hối. Nhưng có điều chắc rằng ông muốn đảm bảo địa vị quan trọng của Ekaterina – có lẽ để làm phụ chính cho một trong các con gái của ông. Pyotr thừa hiểu rằng không thể ban phát ngai vàng cho bất cứ ai như là phần thưởng của lòng trung thành và thương yêu. Người mang vương miện phải có năng lực, óc khôn ngoan và kinh nghiệm. Ekaterina có phẩm chất theo chiều hướng khác.

## Mối liên hệ với Willem Mons
Sau lễ đăng quang, con đường dẫn đến quyền lực đã được mở ra trước mặt Ekaterina. Tuy vậy, chỉ vài tuần sau, Ekaterina bị đẩy đến bờ vực thẳm có nguy cơ khiến cho bà thân bại danh liệt. Trong số các thị thần của Ekaterina có Willem Mons, em trai của Anna Mons – người tình của Pyotr 25 năm trước. Anh chàng người Hà Lan hào hoa, vui vẻ, tinh khôn, đầy tham vọng và cũng là kẻ cơ hội đã chọn người chủ một cách khôn ngoan, cúc cung tận tụy rồi leo lên chức vụ thị thần và bí thư tin cậy của Ekaterina. Người chị của Mons, Matryona, cũng đạt thành công tương tự: cưới Thiếu tướng Fyodor Balk, Tổng trấn Riga, trong khi chính bà cũng là thị nữ và người thân cận nhất của Ekaterina.
Dần dà, dựa trên vai trò hỗ trợ Hoàng hậu và chăm lo cho những quyền lợi của bà, hai chị em âm mưu với nhau nhằm kiểm soát lối tiếp cận đến Ekaterina. Họ kiểm soát báo cáo và đơn thỉnh nguyện trước khi trình lên Ekaterina. Bộ trưởng chính phủ, đại sứ nước ngoài, ngay cả hoàng thân nước ngoài và thành viên của gia đình Hoàng đế tìm đến anh Willem Mons với bản thỉnh nguyện trong một tay và khoản hối lộ trong tay kia. Nạn nhân của họ gồm những nhân vật cao cấp cho đến nông dân đáng lẽ phải quay về quê quán nhưng hối lộ Mons để được ở lại Sankt-Peterburg. Ngoài tiền hối lộ, hai chị em còn nhận nhiều bất động sản, gia nô và tiền bạc trực tiếp từ Ekaterina.
Có lời đồn râm ran – mà Pyotr Đại đế không được nghe – cho rằng Mons là người tình của Ekaterina. Dù có nhiều mẩu chuyện kể, không có bằng chứng xác đáng nào được đưa ra. Tính cách của Ekaterina đi ngược lại với các lời đồn đại. Bà là người hào phóng, có lòng nhân ái, cục mịch nhưng thông minh. Bà hiểu rõ Pyotr. Ngay cả nếu bà có trở nên lạnh nhạt với Pyotr (điều này khó xảy ra vì ông vừa làm lễ đăng quang cho bà), chắc chắn bà phải hiểu rằng không thể giữ bí mật chuyện tình ái với Mons và bà biết rõ hậu quả sẽ thảm khốc như thế nào khi bị phát giác. Mons có thể mơ tưởng đến bà, nhưng bà khó mà dám phiêu lưu với Mons.
Ngay cả không có tội lỗi tày đình kia, điều lạ lùng là trong thời gian dài Pyotr Đại đế không biết gì về tội tham nhũng của Mons nhưng ai nấy ở Sankt-Peterburg đều biết. Đó là dấu hiệu sau này ông trở nên yếu đuối, phần lớn do bệnh tật. Khi Pyotr Đại đế biết được sự thật, ông lấy ngay quyết định. Không rõ chính xác ai đã nói cho Pyotr biết. Một khi đã biết được, động thái đầu tiên của Pyotr Đại đế là ra lệnh cấm mọi người xin ân xá cho các phạm nhân. Buổi tối 8 tháng 11, Pyotr trở về cung điện mà không lộ vẻ gì tức giận. Mons trở về nhà, thay y phục và đang hút ống vố trước khi đi ngủ thì bị bắt. Giấy tờ của Mons bị tịch thu, nhà của Mons bị niêm phong và riêng Mons bị dẫn đi trong xiềng xích.
Mons khai ra tất cả. Anh thú tội nhận hối lộ, bỏ nguồn thu từ bất động sản của Ekaterina vào túi riêng của mình, và người chị Matrena Balk cũng có liên can. Anh không nói gì đến mối quan hệ với Ekaterina vì không được hỏi – thêm bằng cớ cho thấy các lời đồn đại dường như là vô căn cứ. Pyotr Đại đế cũng không ra lệnh hỏi cung trong vòng bí mật. Ngược lại, ông còn ra lệnh người nào đã hối lộ cho Mons hoặc biết gì về những chuyện như thế phải khai báo.
Số phận của Mons đã bị khép lại: bất kỳ một lời cáo buộc nào cũng đủ để kết án anh ta. Ngày 14 tháng 11, anh bị kết án tử hình. Nhưng Ekaterina không chịu tin rằng anh ta sẽ bị thi hành án. Tự tin mình có uy quyền để gây ảnh hưởng lên ông chồng, bà gửi tin nhắn tới Matryona Balk rằng không nên lo lắng cho em trai, rồi đi gặp Pyotr để xin ân xá cho anh thị thần đẹp trai. Trong việc này, bà đã phán đoán sai lạc về chồng mình: ông không muốn tha mạng sống cho Willem Mons.
Ngày 16 tháng 11 năm 1724, Willem Mons và Matryona Balk bị mang ra bãi xử án. Mons tỏ ra can đảm và điềm tĩnh trước khi bị tử hình. Người chị bị đánh 11 roi, chủ ý đánh nhẹ nhàng để không gây thương tích, rồi bị đày đi Siberia.
Lẽ tự nhiên là vụ việc tạo căng thẳng giữa Pyotr Đại đế và Ekaterina. Dù cả Mons và chị anh ta không hề nhắc đến tên của Ekaterina và không ai dám tố cáo chính bà nhận hối lộ, số đông tin rằng bà biết Mons đang làm gì và đã phớt lờ. Bản thân Pyotr dường như cũng liên kết bà với Mons: trong ngày xử tội ông ra tuyên cáo cho mọi quan chức nhà nước. Được viết bằng chính tay mình, Pyotr Đại đế tuyên cáo rằng vì lý do hậu cung của Nữ hoàng xảy ra những vụ lạm dụng mà bà không biết, nay cấm mọi quan chức tuân theo mệnh lệnh hoặc đề xuất của bà trong tương lai. Cùng lúc, bà mất quyền quản lý những sự vụ tài chính của mình.
Ekaterina đón nhận những biến cố này một cách can đảm. Bà cố kềm chế mọi cảm xúc, biết rằng nếu có tỏ lộ gì sẽ gây nguy hiểm cho mình. Nhưng bà không dễ dàng tha thứ cho Pyotr. Một tháng sau vụ hành hình, hai người ít nói chuyện với nhau, và họ không còn ngồi ăn chung với nhau, ngủ chung với nhau. Đến giữa tháng 1 năm 1725, mối căng thẳng giảm bớt, và bà làm lành lại với chồng.
Người ta không hề rõ việc dàn hòa này được vĩnh viễn hay không. Trong thời gian xảy ra vụ Willem Mons, Pyotr Đại đế bị bệnh, và ngày càng trầm trọng. Một tháng sau khi Ekaterina tỏ thái độ dàn hòa, Pyotr Đại đế qua đời.

## Lên ngôi Nữ hoàng Ekaterina I
Trong khi Pyotr Đại đế đang hấp hối, một nhóm cận thần của ông, kể cả người gốc dân thường đi lên, đều sẽ bị mất mát nhiều nếu giới quý tộc cũ nắm quyền trở lại – cùng nhau quyết định ủng hộ Ekaterina. Nhưng việc lên ngôi của một cô gái quê gốc Latvia, người tình và cuối cùng người vợ của hoàng đế, không phải là đơn giản. Một ứng viên khác là Đại Công tước Pyotr Alexeevich, con trai của Thái tử Alexei. Theo truyền thống của Nga, với tư cách là cháu nội của quân vương tạ thế, anh này có quyền trực tiếp thừa kế ngai vàng, và đa số trong giới quý tộc, tăng lữ cùng dân thường đều xem anh là người kế vị hợp pháp. Qua anh, các gia đình quý tộc danh giá cũ như Dolgoruky và Golitsyn hy vọng có thể phục hồi quyền lực và đảo ngược những cải tổ của Pyotr Đại đế.
Cuộc chạm trán xảy ra vào đêm 27 tháng 1, chỉ vài giờ trước khi Pyotr Đại đế qua đời, khi Thượng viện và những nhà lãnh đạo cấp cao của đất nước nhóm họp để quyết định việc kế vị. Hoàng thân Dmitriy Mikhailovich Golitsyn – thuộc giới quý tộc cũ và hay cổ vũ cho việc chia sẻ quyền lực giữa hoàng đế và giới quý tộc – đề xuất giải pháp dung hòa: Pyotr Alexeevich lên ngôi và Ekaterina làm phụ chính. Pyotr Tolstoy – vốn can dự vào việc xét xử và kết án Thái tử Alexei và vì thế e sợ người con của Alexei lên kế vị – phản đối, cho rằng để một đứa trẻ trị vì là điều nguy hiểm; đất nước cần một người mạnh mẽ, có kinh nghiệm, và chính vì lý do đó mà Pyotr Đại đế đã huấn luyện và đăng quang cho bà vợ của ông.

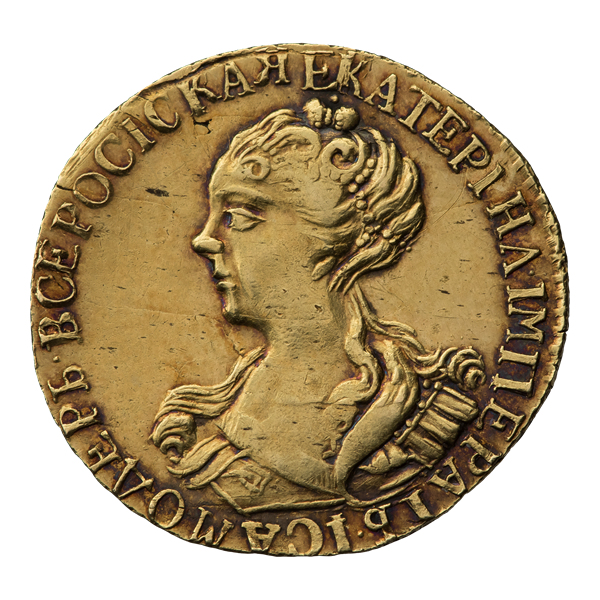
Một mặt đồng 2 rúp khắc họa chân dung Ekaterina I được đúc những năm 1626-1627

Khi Tolstoy đang cất tiếng, một số sĩ quan của hai Lữ đoàn Cảnh vệ Preobrazhenskoe và Semyonovsky, trước đó đã lẻn vào phòng họp, lên tiếng ủng hộ. Cùng lúc, một hồi trống nổi lên phía dưới khiến các chính khách bước ra cửa sổ để nhìn xuống. Họ thấy các đội ngũ của Cảnh vệ đang dàn chung quanh hoàng cung. Hoàng thân Aleksandr Borisovich Buturlin, chỉ huy doanh trại Sankt-Peterburg và là một thành viên của phe quý tộc, trở nên giận dữ và hỏi tại sao quân sĩ tụ tập ở đây mà không có lệnh của ông. Vị tư lệnh Cảnh vệ cứng cỏi đáp:
"Thưa Ngài, chúng tôi làm theo mệnh lệnh của phu nhân hoàng đế, Nữ hoàng Ekaterina, mà Ngài, tôi và tất cả thần dân trung thành đều phải tuân lệnh lập tức và vô điều kiện".
Các binh sĩ, nhiều người đẫm nước mắt, hô lên:
"Cha chúng ta đã chết, nhưng mẹ chúng ta vẫn còn sống".
Trong hoàn cảnh như thế, Fyodor Matveyevich Apraksin cất lời đề nghị tôn Ekaterina là Nữ hoàng và Đấng cầm quyền chuyên chính với mọi quyền hạn như vị Hoàng đế phu quân. Lời đề nghị được chấp thuận nhanh chóng.

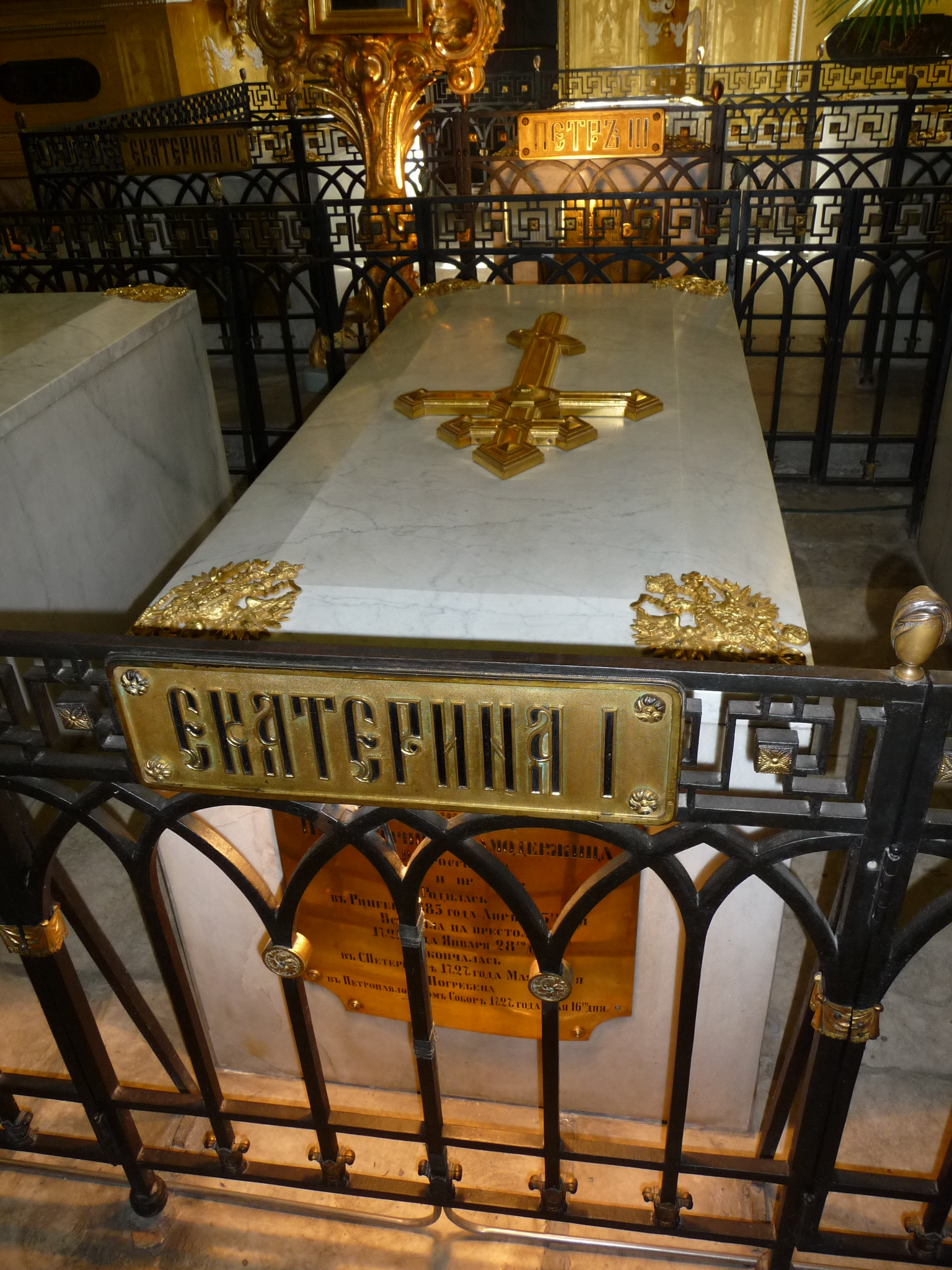
Mộ phần Yekaterina tại Nhà thờ Chính tòa Peterborough

Sáng ngày sau, người quả phụ 42 tuổi bước vào, mắt đẫm lệ, tựa lên cánh tay của Quận công xứ Holstein-Gottorp, lúc này đã là con rể của bà. Bà vừa cất tiếng nức nở rằng mình bây giờ là "quả phụ và kẻ mồ côi", thì Apraksin quỳ xuống trước mặt bà và tuyên cáo quyết định của Thượng viện. Mọi người trong gian phòng đều tung hô, và binh sĩ Cảnh vệ bên ngoài phụ họa theo. Một bản tuyên cáo ngày hôm đó thông báo cho đế quốc Nga và cả thế giới biết rằng vị hoàng đế mới của nước Nga là một phụ nữ, Nữ hoàng Ekaterina I.
Ngày 8 tháng 3 năm 1725, linh cữu của Pyotr Đại đế được chuyển đến Pháo đài Pyotr và Paul, với Ekaterina dẫn đầu đoàn đưa tang, theo sau là 150 phụ nữ trong triều đình và một đoàn đông đảo các quan chức nhà nước, ngoại giao đoàn và sĩ quan quân đội, tất cả đều để đầu trần dưới trời tuyết rơi. Feofan Prokopovich đọc điếu văn.
Khi lên ngôi, Nữ hoàng Ekaterina I tuyên bố sẽ giữ nguyên mọi chính sách và chương trình cải tổ của Pyotr Đại đế. Là người thực dụng, bà nhanh chóng củng cố quyền lực của mình ở những mặt có hiệu quả nhất: giải tán công nhân của quân đội làm việc trong công trình xây Kênh Ladoga, trả lương cho binh sĩ đúng kỳ hạn, cung cấp quân phục mới,… Bà vẫn tỏ ra thân thiện, cởi mở và hào phóng, đến nỗi các khoản chi tiêu của triều đình nhanh chóng tăng lên gấp ba lần. Bà không ra vẻ tự phụ về việc mình thình lình được tấn phong lên ngôi. Bà thường nói về gốc gác dân thường của bà và mời thân quyến của bà đến kinh đô Sankt-Peterburg để chia sẻ vinh quang của mình.
Năm 1727, ngày 17 tháng 5, Nữ hoàng Ekaterina I băng hà vì bạo bệnh, thọ 43 tuổi. Bà qua đời 2 năm 3 tháng sau khi lên ngôi. Về sau, con gái bà là Elizabeth lên ngôi vào năm 1741, trở thành Nữ hoàng Đế quốc Nga thứ 3, sau bà và Nữ hoàng Anna của Đế quốc Nga.